# Wiedemannia queyarasiana
Wiedemannia queyarasiana är en tvåvingeart som beskrevs av Vaillant 1956. Wiedemannia queyarasiana ingår i släktet Wiedemannia och familjen dansflugor. Inga underarter finns listade i Catalogue of Life.